# William Gilmore Simms
William Gillmore Simms (Charleston, Carolina del Sud, 1806-1870) Escriptor sudista. Orfe de petit, va fer diversos oficis, i el 1827 es doctorà en lleis, però ho deixà per la literatura. Escriví els poemes Lyrical and Other Poems and Early Lays (1827), Tile Vision of Cones, Cain, and Other Poems (1829), The Tricolor, or Three Days of Blood in Paris (1830), Atlantis, a story of the sea (1832) i les novel·les Martin Faber, the Story of a Criminal (1833), The Yemassee (1835), The Lily and the Totem, or, The Huguenots in Florida (1850), Vasconselos (1853), The Cassique of Kiawah (1859). Partisan (1835), Katherine Walton (1851), Mellichampe (1836), The Kinsmen (1841), The Forayers (1855), Eutaw (1856), i Joscelyn (1867). Però la més famosa fou The Sword and the Distaff (1852), un al·legat a favor de l'esclavatge. Fou diputat per Alabama i durant la guerra donà suport la Confederació.